# Pastiche
Een pastiche (van Italiaans pasticcio: pastei, mengelmoes) had oorspronkelijk de betekenis van een kunstwerk (beeldende kunst, muziekstuk of literair werk) dat bestaat uit een mengsel van fragmenten uit andere werken.

## Auteursrecht
In Nederland werd de pastiche in 2004 opgenomen in artikel 18b van de Auteurswet als beperking op het auteursrecht. In dat artikel stond tot dan toe alleen de parodie, maar in 2004 werd naast pastiche ook de karikatuur opgenomen. Het nieuwe wetsartikel bepaalt dat het gebruik van auteursrechtelijk beschermd werk in het kader van een pastiche, parodie of karikatuur is toegestaan als het in overeenstemming is met wat maatschappelijk redelijkerwijs geoorloofd is. Deze open norm is in de rechtspraak wel zo uitgelegd dat het gebruik niet al te commercieel moet zijn. Ook wordt meegewogen of een concurrentiemotief en/of verwarringsgevaar bestaat. Sommige beschouwers menen dat een pastiche een 'kritische nabootsing' veronderstelt, maar geen 'lachwekkende bedoeling' zoals bij een parodie. Volgens anderen veronderstelt het begrip pastiche - in het normale spraakgebruik althans - juist niet altijd een kritische bedoeling. Hoeveel ruimte er nu precies is om mengelmoeskunst te maken op grond van de pastiche-beperking is nog niet in de rechtspraak opgehelderd. Duidelijk is wel dat als hoofdregel geldt dat gebruik van auteursrechtelijk beschermd werk in het kader van een pastiche is toegestaan zonder dat een uitgever - of iemand anders die het auteursrecht uitoefent - daar iets tegen kan doen.

## Voorbeeld beeldende kunst

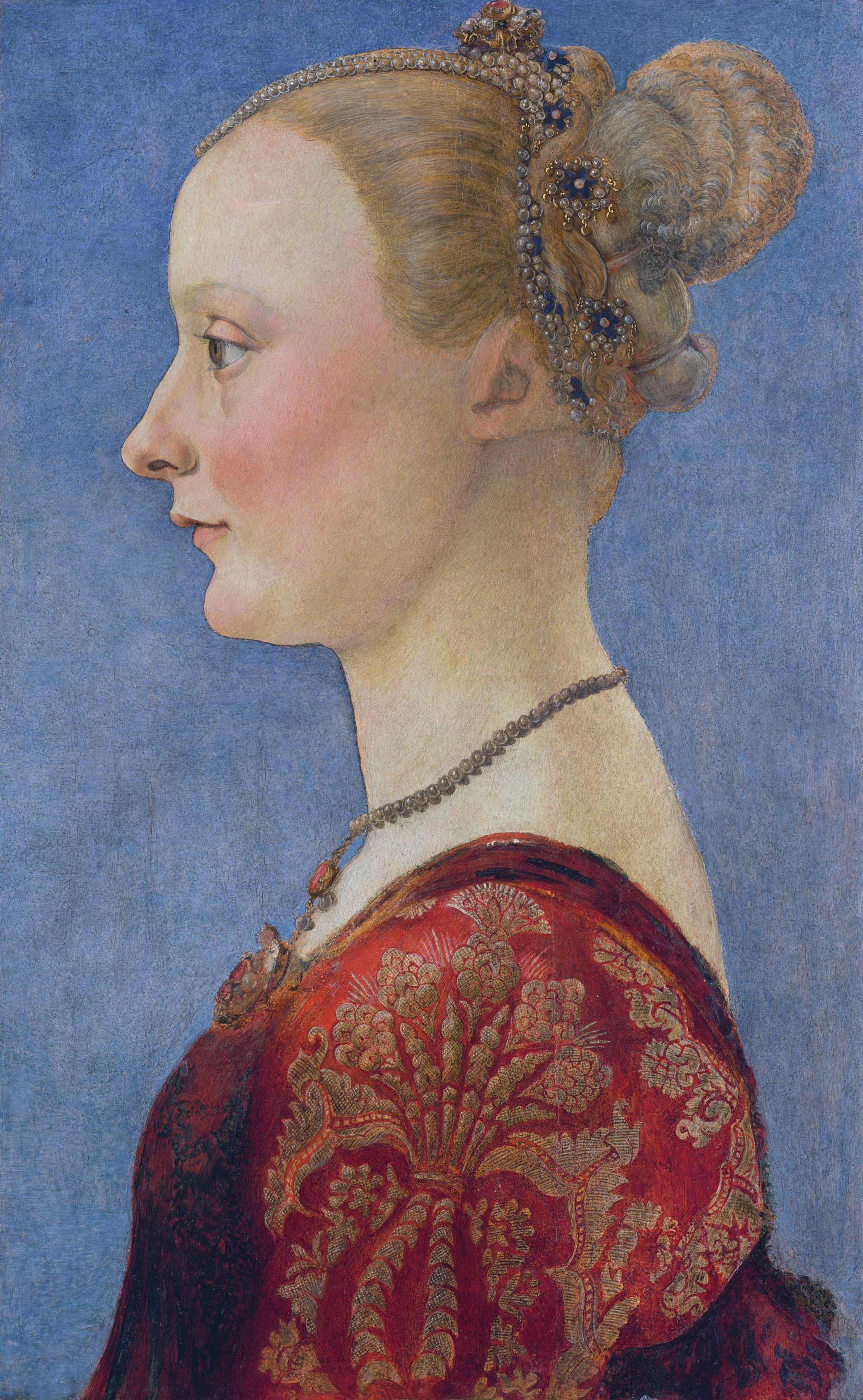
Origineel 1
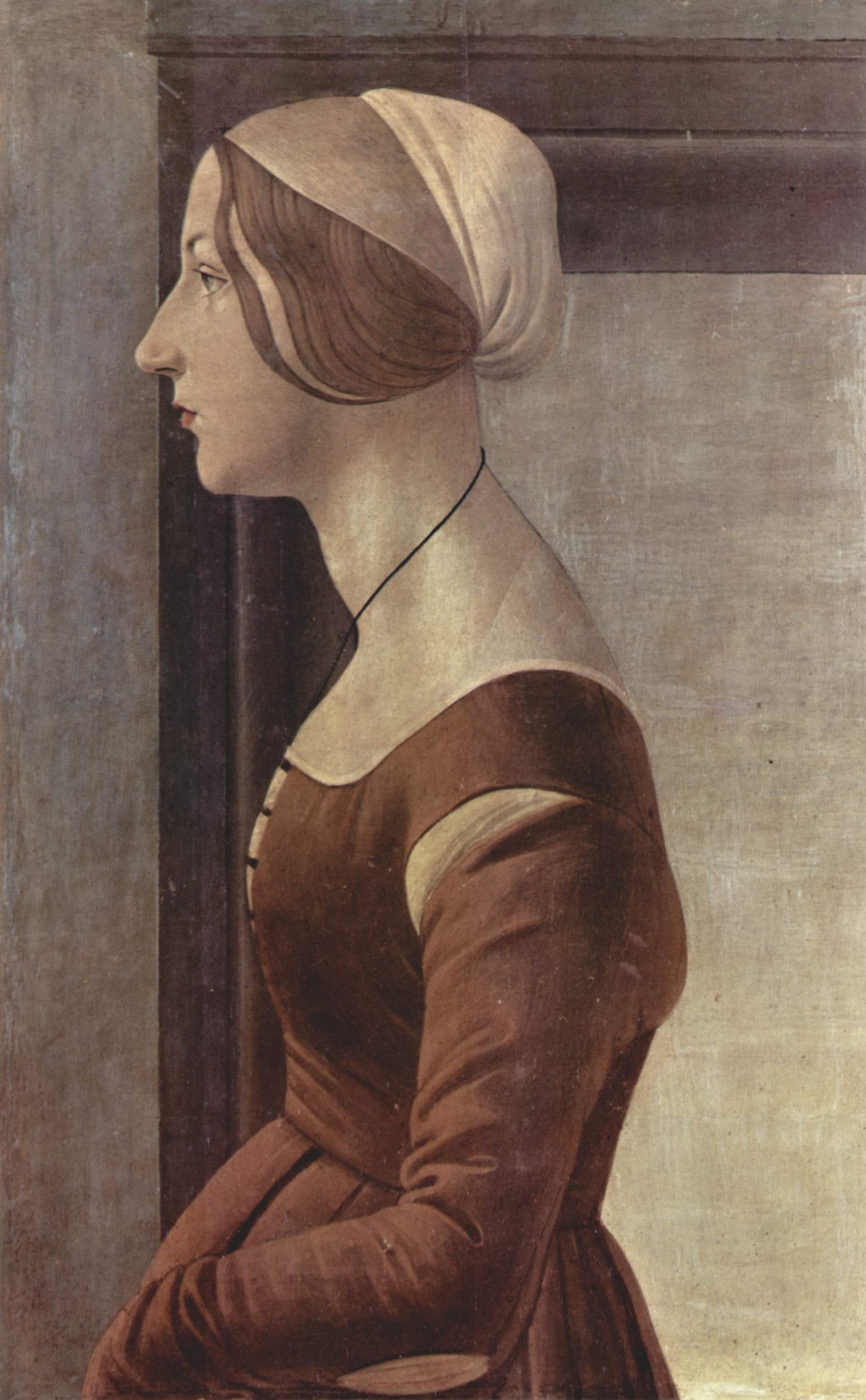
Origineel 2
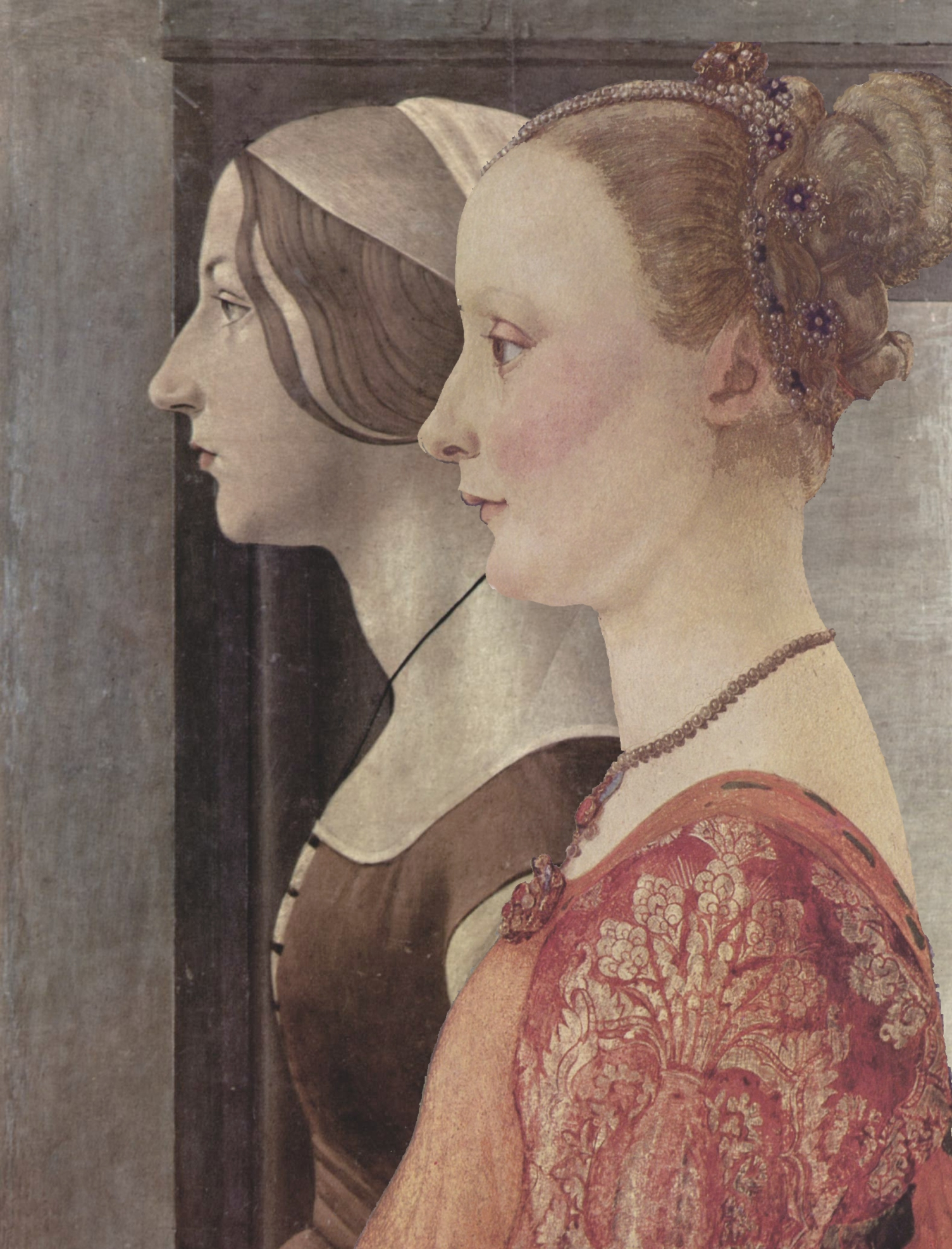
Pastiche